# Lederkarte
Eine Lederkarte ist ein Materialmuster, das in der Leder- und Möbelindustrie verwendet wird. Es unterstützt den Endkunden bei der Wahl der richtigen Lederfarbe und -art. Eine andere Bedeutung hatte der Begriff in Kriegs- und Krisenzeiten, als Lederkarten beispielsweise Herstellern von ledernem Berufsarbeiterschuhwerk (Grubenschuhen) zugeteilt wurden, auf deren Vorlage das rationierte Material erhältlich war.
Mithilfe der Lederkarte sollen drei Punkte für den Kunden erfüllt werden. Einerseits soll sich der Kunde ein Bild von der Beschaffenheit und Art des Leders machen können. Aus diesem Grund enthält die Lederkarte mindestens ein großes Lederstück mit einer Fläche von mindestens 100 cm². Diese ist nur an einem Rand angeklebt, sodass sich dieses große Lederstück von der Karte anheben lässt. Somit kann der Kunde das Leder auch von der Unterseite ansehen und sich damit über die Beschaffenheit des Leders informieren.
Auch soll die Lederkarte dem Kunden in der Farbwahl helfen. Dazu wird eine Menge aller populären und lieferbaren Lederfarben ausgewählt und diese in der Lederkarte zusammen mit der Herstellerbezeichnung oder Bestellnummer präsentiert. Da gerade bei großen Leder- und Möbelverarbeitern häufig eine sehr große Lederpalette im Angebot ist, werden nur Lederfarben in die Lederkarte aufgenommen, die sich nicht sonderlich ähnlich sind. Ist der Kunde dann an einer Farbe oder Farbrichtung besonders interessiert, so können dem Kunden alle Farben aus dieser Stilrichtung präsentiert werden. Einige Hersteller stellen auch so genannte weiterführende Lederkarten her, in denen dann eine besondere Farb- oder Stilrichtung präsentiert werden kann. In einer solchen Lederkarte sind dann beispielsweise alle rötlichen Farbtöne präsentiert.
Zuletzt soll die Karte den Kunden über die Beschaffenheit des Leders informieren und in der Regel auch für das Tierprodukt Leder werben. So kann man in den meisten Lederkarten etwa technische Hinweise zu dem verarbeiteten Leder finden. Dazu gehören Punkte wie Stärke, Lichtechtheit, Reißfestigkeit, pH-Wert und Haftung der Zurichtung des Leders, aber auch Knickverhalten und Reibechtheit sowie Sicherheitsaspekte wie Entflammbarkeit und Säuren- und Laugenbeständigkeit. Dazu werden in der Lederkarte häufig Informationen zum Leder oder zu den Reinigungsmöglichkeiten gegeben. Auch werden häufig die Vorteile eines Lederbezugs vermittelt, die aus werbetechnischen Gründen in der Regel nicht völlig neutral verfasst sind.